# August Ludwig Stockmarr
August Ludwig Stockmarr (* 20. Juni 1794 in Dessau; † 16. November 1889 ebenda) war anhalt-dessauischer und preußischer Generalleutnant und zuletzt Kommandeur des anhalt-dessauischen Kontingents.

## Leben

### Herkunft
Seine Eltern waren der anhalt-dessauische Forstbeamte Georg Wilhelm Stockmarr und dessen Ehefrau, einer geborenen Riedel.

### Militärkarriere
Er ging zunächst in Jeßnitz zur Schule und dann auf das Gymnasium in Dessau. Anschließend trat er am 30. März 1811 als Musketier in das 8. Infanterie-Regiment der Preußischen Armee ein, wo er am 10. Juli 1811 zum Portepeefähnrich ernannt wurde. Am 10. Mai 1812 kam er als Sekondeleutnant in das Leib-Grenadier-Regiment. Er machte 1812 den Preußischen Feldzug mit und kämpfte im Gefecht bei Garossenkrug. Während der Befreiungskriege wurde er in der Schlacht bei Großgörschen schwer verwundet und mit dem Eisernen Kreuz II. Klasse ausgezeichnet. Ferner kämpfte er an der Katzbach, bei Leipzig. Montmirail, in der Schlacht bei Château-Thierry geriet es aber in Kriegsgefangenschaft. Zuvor war er aber auch bei den Gefechten von Freyburg an der Unstrut, Eisenach und Vitry. Nach seiner Rückkehr wurde er am 14. Oktober 1814 in das Kaiser Alexander Grenadier-Regiment übernommen. Nach dem Rückkehr Napoleons von Elba wurde es 1815 noch nach Paris in Marsch gesetzt, es nahm aber an keine Kampfhandlungen mehr teil, im gleichen Jahr wurde er am 7. Oktober 1815 noch zum Premierleutnant befördert. Am 19. März 1822 avancierte Stockmarr zum Hauptmann und Kompaniechef. Er nahm am 20. Juni 1834 seinen Abschied als Major, um nun in anhalt-dessauische Dienste zu treten.
Mit seinem Übertritt wurde er am 20. Juni 1834 zum Oberstleutnant befördert und zum Kommandeur des anhalt-dessauischen Bataillons ernannt. Am 19. Juli 1840 wurde er dort zum Oberst ernannt. Das Bataillon wurde im Feldzug gegen Dänemark 1848 bei der Besetzung der Düppeler Schanzen und den dabei vorgefallenen Vorpostengefechten eingesetzt.
Er feierte am 30. März 1861 sein 50-jähriges Dienstjubiläum und wurde dafür zum Generalmajor ernannt, zugleich wurde er Mitglied des Staatsministerium in Dessau (zuständig für das Militär) und mit dem Roten Adlerorden 2. Klasse mit Eichenlaub und Brillanten ausgezeichnet. Im September 1863 unterschrieb er die mit Preußen vereinbarte Militärkonvention. Am 24. Januar 1865 zum Generalleutnant befördert, bekam er am 23. September 1865 nach den Manövern mit dem IV. Armee-Korps den Stern zum Roten Adlerorden II. Klasse mit Eichenlaub. Er nahm am 27. Oktober 1867 seinen Abschied aus anhalt-dessauischen Diensten, um am 16. November 1867 als Offizier mit Pension und zur Disposition wieder in preußische Dienste aufgenommen zu werden. Noch am 27. Oktober 1874 wurde er mit dem Großkreuz des Ordens Albrechts des Bären ausgezeichnet.
Er starb am 16. November 1889 in Dessau als Ehrensenior des Eisernen Kreuzes II. Klasse und Ehrenbürger der Stadt.

### Familie
Stockmarr heiratete am 18. Oktober 1824 in Zerbst Christiane Rosalie Filter (* 1801), eine Tochter des Mediziners Franz Ernst Filter (1768–1807) aus Nordhausen. Das Paar hatte zwei Kinder:
- Friedrike Henriette Rosalie (* 1826)
- Friedrich Wilhelm (1833–1923), preußischer General der Infanterie ⚭ 1859 Anna Preiß

## Auszeichnungen
- Großkreuz des Hausordens Albrechts des Bären im Jahre 1874